# Гашенко Євген Іванович
Євген Іванович Гашенко (нар. 30 вересня 1981, Миколаїв) — актор, телеведучий, сценарист. Учасник проєктів «Дизель Студіо» (скетчком «На трьох», концертне шоу «Дизель Шоу»).

## Життєпис
Народився 30 вересня 1981 року в Миколаєві. Закінчив Миколаївський міський філіал Києво-Могилянської академії, факультет економіки та фінансів.
У 2000 році разом з Єгором Крутоголовом та Михайлом Шинкаренком створюють команду КВК «Дизель».
Команда «Дизель» виступала в кількох лігах КВК (5 місце в 1/8 Вищої ліги КВК сезону 2005, участь в сезоні 2004 року «Голосящий КіВіН», 4 місце в 1/8 Вищої ліги КВК 2003 року), участь у Євролізі в Білорусі.
У 2013 році разом з Михайлом Шинкаренком, Єгором Крутоголовом та Олександром Бережком стали авторами й акторами першого власного проєкту — 20-серійного скетчкому «Путьова країна» для телеканалу ICTV.
У 2015 році Єгор Крутоголов разом з Михайлом Шинкаренком, Олександром Бережком та Олексієм Бланарем створюють гумористичний проєкт «Дизель Шоу», прем'єра якого відбулася 24 квітня в Києві в Міжнародному центрі культури та мистецтв (Жовтневий палац).

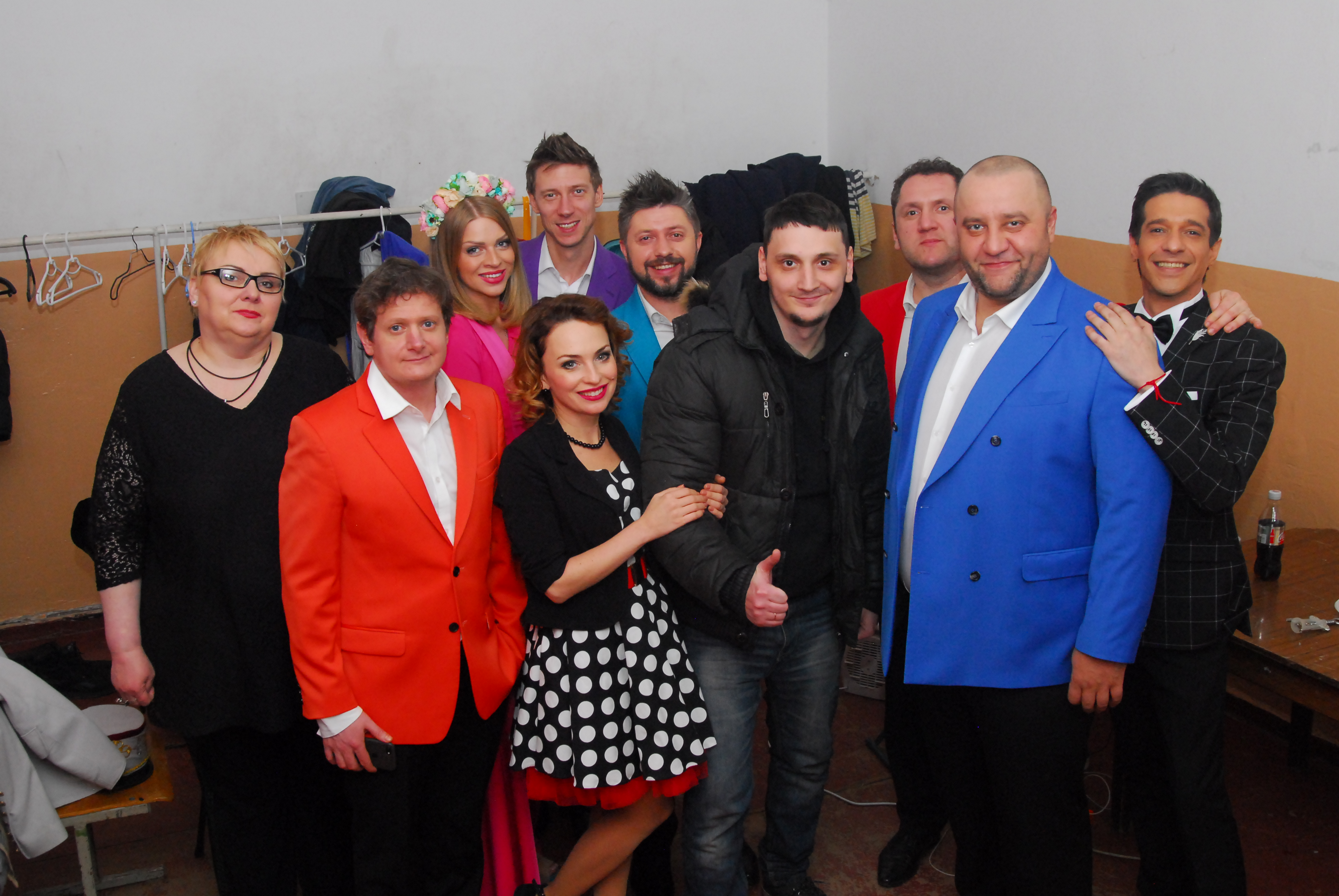

Євген Гашенко — один з акторів шоу, втілює на сцені найрізноманітніші образи.
Також Євген є ведучим рубрики «Дизель Ранок» в ефірі ранкового телевізійного шоу «Ранок у великому місті» на телеканалі ICTV. Це власна розробка команди «Дизель Студіо». Постійними ведучими «новин, що наближають вихідні» є Вікторія Булітко, Олександр Бережок та Євген Гашенко. Періодично до них приєднуються колеги Євген Сморигін, Олег Іваниця, Єгор Крутоголов, Яна Глущенко, також нині покійна Марина Поплавська.
У 2013 році одружився з Ольгою — дизайнером одягу.

## Кіно- та телепроєкти
- 2019 – Вижити за будь-яку ціну, бармен
- 2018 — Папанькі, головна роль[2]
- 2015—2018 — скетч-шоу «На трьох» (телеканал ICTV), автор, актор.
- 2013 — Бідна Ліз, сержант Кругліков
- 2009 — мюзикл «Як козаки …», ад'ютант.
- 2007 — Сильніше вогню, Гоша.

## Сім'я
- Дружина — Ольга, дизайнер одягу
- Син — Іван Євгенович Гашенко[3]